# Nachtarbeiter – Berlin, Herbst 73
Pour plus de détails, voir Fiche technique et Distribution.
Nachtarbeiter – Berlin, Herbst 73 (en français Travailleur de nuit, Berlin, automne 73) est un court métrage documentaire est-allemand réalisé par Richard Cohn-Vossen sorti en 1974.

## Synopsis
Le film commence avec la tombée de la nuit et la vue sur la gare de marchandises de la Greifswalder Straße, l'usine à gaz de la Dimitroffstraße avec ses gazomètres et le centre de Berlin, avec le Rotes Rathaus et la Fernsehturm de Berlin. Tandis qu'un S-Bahn circule entre le Bode-Museum et le musée de Pergame, une voix nous dit qu'au crépuscule, la ville ressemble à un aquarium faiblement éclairé. Des heures de loisirs et de détente sont obtenues, précieuses et désirées. Mais le travail continue en ville, l'électricité, le gaz et le pain sont produits et les transports ne s'arrêtent pas non plus. Les gens qui travaillent ici sont ceux qui doivent rester éveillés la nuit, les travailleurs de nuit.
Le premier travailleur de nuit est un employé de la Deutsche Reichsbahn dans un poste d'aiguillage qui reçoit des notifications téléphoniques sur les prochains trains attendus. Il effectue les opérations de manœuvre nécessaires et observe un train qui passe devant le poste d'aiguillage. Ces tâches (répétitives), en plus du travail au bureau, l'occupent toute la nuit.
Le prochain sujet est la production de pain dans la boulangerie-pâtisserie de Saarbrücker Straße. Ici, la production du pain est surveillée depuis le remplissage de la farine et d'autres ingrédients dans le pétrin jusqu'au stockage du pain fini pour le transport. Les collègues qui font fonctionner les machines et les chaînes et surveillent le processus de production sont observés avec la caméra. Mais il y a aussi du temps pour quelques échanges.
À l'usine à gaz de la Dimitroffstraße, les collègues de l'équipe de nuit se saluent et se rendent sur leur lieu de travail. C'est un travail dur et sale, qui consiste à produire du coke et du gaz. Les opérations nécessaires à cet effet sont présentées en détail, notamment les balayeurs qui doivent fermer les bouchons de remplissage et maintenir le plafond propre. Mais les autres travailleurs ne sont pas en reste non plus. À la pause, ils se retrouvent, jouent aux cartes, mangent quelque chose et luttent parfois contre la fatigue jusqu'à ce qu'ils recommencent.
Le quatrième étape des visites de nuit est la salle d'opérations d'un poste électrique. Les collègues qui travaillent ici sont confrontés à un problème causé par la centrale thermique de Klingenberg. Leur travail consiste à garantir qu'il n'y a pas d'interruption de l'alimentation électrique de la ville.
À la fin de la nuit, la caméra observe à différents endroits de Berlin les premiers travailleurs se dirigeant vers leurs entreprises. Des images du tunnel des gares de Berlin Storkower Straße et Berlin Ostkreuz sont présentées. Maintenant, la voix hors champ parle à nouveau pour exprimer ses remerciements aux travailleurs de nuit avec des mots poétiques. Hormis ces paroles et celles prononcées au début, le film ne vit que de ses images et de la musique qui l'accompagne.

## Fiche technique
- Titre : Nachtarbeiter – Berlin, Herbst 73
- Réalisation : Richard Cohn-Vossen
- Scénario : Richard Cohn-Vossen
- Musique : Klaus Lenz, Girolamo Frescobaldi
- Photographie : Michael Zausch
- Son : Dieter Jäger, Ingrid Schernikau
- Montage : Richard Cohn-Vossen
- Production : Günter Zaleike
- Société de production : DEFA Studio für Kurzfilme, KAG "Profil"
- Société de distribution : Progress Film-Verleih
- Pays de production :  Allemagne de l'Est
- Langue : allemand
- Format : Noir et blanc - 1,33:1 - mono - 35 mm
- Genre : Documentaire
- Durée : 13 minutes
- Dates de sortie :
  - Allemagne de l'Est : 5 juillet 1974.

## Distribution
- Wolfgang Ostberg (de) : le narrateur

## Production
Le réalisateur avait également envisagé d'autres sociétés avant le film, mais Bergmann-Borsig (de) ne reçut pas l'autorisation de filmer, car l'usine est située dans la zone frontalière immédiate avec Berlin-Ouest.
Nachtarbeiter – Berlin, Herbst 73 est tourné en noir et blanc par le groupe de travail artistique "Profil" et est présenté pour la première fois le 5 juillet 1974 comme le court métrage accompagnant le long métrage. Ce film fut tourné comme la première partie d'une série Berliner Miniaturen, avec d'autres réalisateurs, mais la suite est introuvable. L'approbation, qui est comme d'habitude limitée à cinq ans, ne fut probablement pas prolongée pour des raisons politiques : Richard Cohn-Vossen, qui avait protesté contre l'expatriation de Wolf Biermann en 1976, s'installa en République fédérale d'Allemagne en 1979.